# 2761 Eddington
För andra betydelser, se Eddington.
2761 Eddington eller 1981 AE är en asteroid i huvudbältet som upptäcktes den 1 januari 1981 av den amerikanske astronomen Edward L.G. Bowell vid Anderson Mesa Station. Den är uppkallad efter den brittiske astrofysikern Sir Arthur Eddington.
Asteroiden har en diameter på ungefär 15 kilometer.